# Абовский, Владимир Пинкусович
Владимир Пинкусович (Петрович) Абовский (1923 — 13.08.2013) — инженер-строитель, лауреат Государственной премии СССР 1967 года.

## Биография
Родился 18.04.1923 в г. Вознесенск Николаевской области УССР. Брат Наума Петровича Абовского.
Окончил Высшее военно-инженерное строительное училище РККА и Одесский строительный институт (1947).
В 1952—1954 главный инженер Управления промышленных предприятий треста № 43 в Новосибирске.
В 1954—1963 главный инженер треста № 47 Красноярскпромхимстроя и главный инженер Управления строительства Красноярского совнархоза. В 1963—1968 1-й зам начальника, в 1968—1983 начальник Главкрасноярскстроя.
С 1983 года директор Красноярского ПромстройНИИпроекта, председатель Ассоциации по внедрению НТП в строительство.
С 1993 г. на пенсии, жил в Санкт-Петербурге.
Депутат Верховного Совета РСФСР VIII созыва (1971—1975). Делегат съезда КПСС (1971).
Похоронен на Смоленском православном кладбище Санкт-Петербурга.

## Награды и звания
- Государственная премия СССР (1967 год) — за участие в создании сборных железобетонных оболочек промышленного изготовления.
- Премия Совета Министров СССР (1969);
- заслуженный строитель РСФСР (1973).
- Орден Ленина;
- Два ордена Трудового Красного Знамени;
- Орден Дружбы народов;
- 12 медалей.